# Jaderná elektrárna Hanhikivi
Jaderná elektrárna Hanhikivi (finsky Hanhikiven ydinvoimalaitos) měla být jaderná elektrárna ve Finsku, která se měla nacházet na mysu Hanhikivi v provincii Laponsko. Měla disponovat jedním jaderným tlakovodním reaktorem ruským reaktorem typu VVER. Ale budoucnost projektu se po ruské invazi na Ukrajinu stala nejistou, neboť přiměla finskou vládu ho přehodnotit a projekt stále nezískal konečné povolení. Konsorcium Fennovoima počátkem května 2022 zrušilo smlouvu s ruskou státní jadernou firmou Rosatom, která měla jadernou elektrárnu Hanhikivi postavit.
Oficiálním důvodem ukončení smlouvy bylo zpoždění na straně Rosatomu, jeho neschopnost projekt uskutečnit a vypořádat se s riziky spojenými s válka na Ukrajině. Fennovoima oznámila ukončení práce na získání stavebního povolení i na přípravě staveniště.

## Historie a technické informace

### Počátky
Dne 21. dubna 2010 se finská vláda rozhodla udělit povolení společnosti Fennovoima k výstavbě jaderného reaktoru. Rozhodnutí bylo schváleno parlamentem dne 1. července 2010.
Zvoleným modelem bloku měl být tlakovodní reaktor VVER-1200, který byl v té době nejnovějším vývojem reaktoru VVER. Dalšími uchazeči o projekt byly společnosti Areva a Toshiba. Fennovoima zahájila přímá jednání s Rosatomem v dubnu 2013. Dne 21. prosince 2013 podepsaly Fennovoima a Rosatom Overseas, dceřiná společnost Rosatomu, smlouvu na dodávku závodu. Ačkoli bylo oznámeno, že závod by měl být uveden do provozu do roku 2024,, do počátku května 2022 se nejen se stavbou nezačalo, ale smlouva byla finskou stranou zrušena v důsledku ruské invazi na Ukrajinu.
Dne 28. července 2016 Rosatom podepsal smlouvu se společností Alstom Power Systems (součást General Electric) na návrh a dodávku zařízení pro turbíny a generátor. Zařízení turbínového generátoru bude založeno na technologii Alstom Arabelle. Dne 8. června 2017 Fennovoima oznámila, že hlavní řídicí systémy reaktoru dodají Rolls Royce a Schneider Electric. Rolls Royce je mimo jiné dodavatelem modernizací systémů pro jadernou elektrárnu Loviisa. Rolls Royce však od projektu Hanhikivi odstoupil na podzim roku 2018. V říjnu 2019 byly jako dodavatelé systémů vybrány společnosti Framatome a Siemens.
Dne 21. prosince 2018 Fennovoima oznámila, že obdržela nový harmonogram pro získání stavební licence a zahájení výstavby elektrárny v roce 2021. Komerční provoz měl být zahájen v roce 2028. Tento harmonogram byl posléze opět přehodnocen a oba termíny byly posunuty o jeden rok dopředu, výstavba byla tedy plánována v roce 2023 a spuštění reaktoru v roce 2029. Získání stavebního povolení se očekávalo v roce 2022.
Elektrárna Hanhikivi měla disponovat jedním jaderným tlakovodním energetickým reaktorem VVER-1200/491 o hrubém výkonu 1200 MW od ruské firmy Rosatom.

### Ruská agrese vůči Ukrajině a důsledky na projekt
22. února 2022 kvůli ruské agresi na Ukrajině finský ministr hospodářství, Mika Lintilä prohlásil, že neudělí povolení projektu, pokud bude nadále kooperovat s Rosatomem. Finská vláda dále prohlásila, že je nutné se co nejrychleji stát méně závislými na Rusku. Počátkem května byl finskou stranou smlouva s Rosatomem vypovězena a budoucnost celého projektu je nejistá. Fennovoima oznámila ukončení práce na získání stavebního povolení i na přípravě staveniště.

## Informace o reaktorech
| Reaktor     | Typ reaktoru  | Výkon    | Výkon   | Zahájení výstavby                      | Připojení k síti                       | Uvedení do provozu                     | Uzavření |
| Reaktor     | Typ reaktoru  | Čistý    | Hrubý   | Zahájení výstavby                      | Připojení k síti                       | Uvedení do provozu                     | Uzavření |
| ----------- | ------------- | -------- | ------- | -------------------------------------- | -------------------------------------- | -------------------------------------- | -------- |
| Hanhikivi-1 | VVER-1200/491 | ~1100 MW | 1200 MW | Plánovaná výstavba zrušena v roce 2022 | Plánovaná výstavba zrušena v roce 2022 | Plánovaná výstavba zrušena v roce 2022 |          |